# Jeronim Brizić
Petar-Jeronim (Jerolim) Brizić Puiz OSB (Gornji Humac, 8. veljače 1921. − Tabgha, na Genezaretskom jezeru, 13. lipnja 2014.) je bio hrvatski benediktinac. 
U Svetu Zemlju poveo ga je franjevac fra Jeronim Mihaić. Rodni je Humac napustio s dvanaest godina, 1932. godine. fra Jeronim ga je poveo u Svetu zemlju kad se vraćao s praznika iz rodnih Pučišća. Brizić je izvorno htio biti franjevcem i ostati na službi čuvara svetih mjesta u Svetoj zemlji. Uslijedio je nesretni slučaj koji je za posljedicu imao da je Brizić napustio franjevački novicijat. Ipak, jedan drugi Hrvat u Svetoj Zemlji, fra Ivan Franković  (+1966.), pomogao mu je te se Brizić našao u društvu njemačkih benediktinaca na Sionu u samostanu Usnuća Marijina (crkva Uznesenja Majke Božje). Ondje je dovršio školu, postao benediktinac i zaredio se je za svećenika. Ime koje je nosio u svojoj zajednici jest "Pater Hieronymus".
Benediktinci su mu povjerili upravljanje njihovim imanjem. Brizić je bio jednim od prvih i najstarijih članova ovoga samostana i bio je upraviteljem svetišta Umnažanja kruha, u Tabghi na Genezaretskom jezeru, u samostanu koji pripada njemačkoj benediktinskoj zajednici, a nalazi na mjestu starokršćanske crkve koja čuva spomen na umnažanje kruhova. Svetište je obnovljeno njegovom zaslugom. 
Za vrijeme Drugog svjetskog rata bio je mobiliziran 1941. godine. Služio je u engleskoj vojsci. Nosio je čin kapetana.
Brizić se je posvetio prosvjetnom radu. Preko 50 godina poučavao je mjesne beduine osnovama poljodjelstva, posebice maslinarstva. Od svoje mlade mise pa sve dok je mogao, molio je i radio. Dotijedno stablo (južno voće i masline) na tom imanju zasadio je Brizić. 
Skoro je cijeli život proveo u Svetoj Zemlij. Dobio je izraelske dokumente. U rodnoj Hrvatskoj nije bio sve do 1990-ih. Rodni kraj nikad nije zaboravio. Desetak je godina redovito dolazio u rodni kraj. Posjećivao je rodbinu i u drugim europskim zemljama. 
U starijoj dobi bila mu je potrebna pomoć drugih te više nije putovao. Boravio je u benediktinskoj opatiji u Jeruzalemu na brdu Sionu. Posvetio se je molitvi. Iako više nije putovao, rado je dočekivao hrvatske hodočasnike.
Umro je 13. lipnja 2014., a pokopan je u 16. lipnja u 9 sati u Dormiciju u Jeruzalemu na benediktinskom samostanskom groblju. 

## Vanjske poveznice
- Gornji Humac na Facebooku (sadrži fotografije)